# Marcel Freydefont

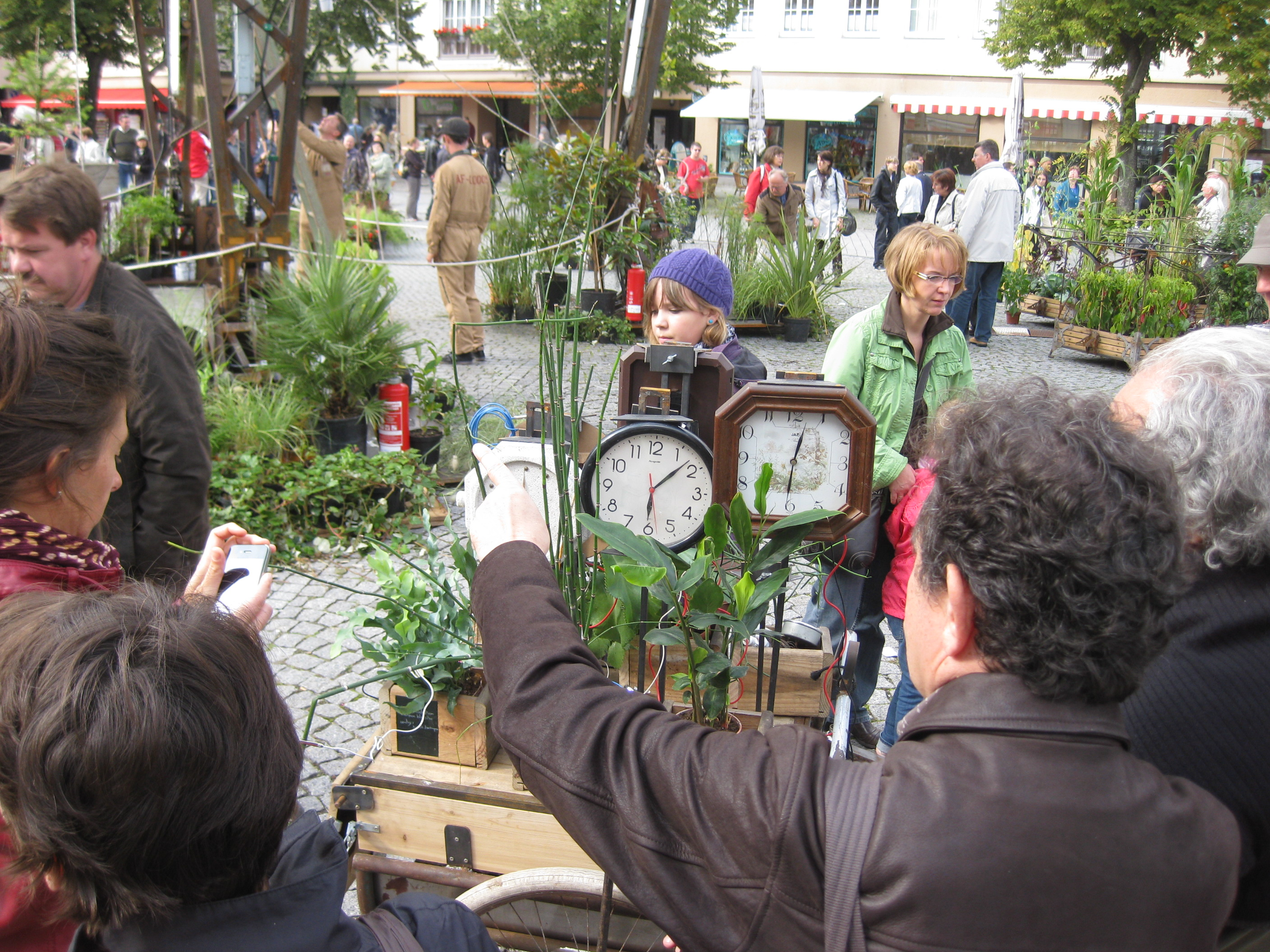
Marcel Freydefont (Zweiter von rechts) erläutert Michel Crepin die Inszenierung Éxpedition végétale auf dem Rathausplatz Dessau, 2010

Marcel Freydefont (* 27. Juni 1948 in Randan, Département Puy-de-Dôme, Region Auvergne-Rhône-Alpes; † 1. Juli 2016 in Nantes) war ein französischer Szenograph, Bühnenbildner, Schauspieler, Regisseur, Autor und Architekturprofessor für Szenologie der Architekturhochschule École nationale superieure d'architecture de Nantes (EnsaNantes).

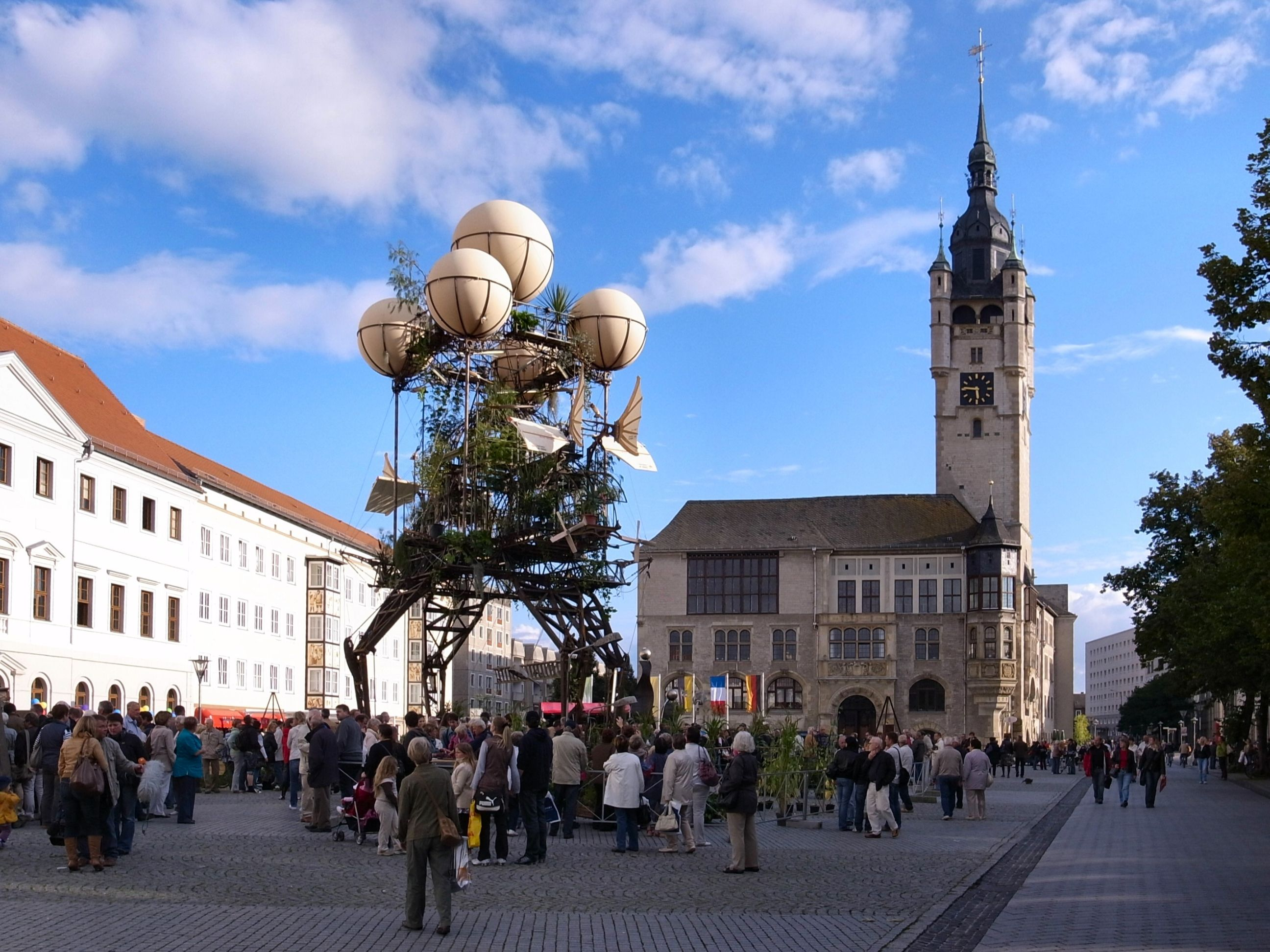
Raumschiff Aéroflorale II der Éxpedition végétale auf dem Rathausplatz Dessau 2010

## Leben
Freydefont studierte Literatur, Ästhetik und Geschichte an der École nationale superieure des arts Clermont-Ferrand (Kunsthochschule Clermont-Ferrand). Dort setzte er zwischen 1966 und 1987 40 Theateraufführungen (33 Bühnenbilder, 12 Inszenierungen) um, gründete 1976 die Schauspieltruppe Chiens Jaunes (Gelbe Hunde) und lehrte ab 1984 Szenographie. 1987 gründete er mit Rémi Bourdier, Dominique Troisville und Xavier Fabre die Abteilung CEA Architecture et Scénologie an der Architekturhochschule Clermont-Ferrand  und wechselte als Direktor dieser Abteilung 1999 an die Architekturhochschule Nantes. Mit Bruno Suner und Laurent Lescop bildete er ab 2006 die GERSA, Groupe d’étude et de recherche en scénologie et architecture (Studien- und Forschungsgruppe Szenologie und Architektur) und leitete diese bis zu seiner Emeritierung 2013.
Neben seiner Lehrtätigkeit veröffentlichte Freydefont zahlreiche Bücher über die Theorie und Praxis des Theaters. Er arbeitete mit Schauspieltruppen und Werkstätten des Straßentheaters – insbesondere mit Royal de Luxe, Francois Delarozière (La Machine) und Michel Crespin (FAI-AR Marseille) – zusammen. Er war Sekretär der Vereinigung der Szenographen in Frankreich.
2009/2010  inszenierten Marcel Freydefont und Francois Delarozière/La Machine über 5 Tage die Éxpedition végétale (Grüne Expedition) auf dem Rathausplatz Dessau. Diese Uraufführung war Teil des Projektes F.A.U.S.T.T. (Akronym Fusion.Architektur.Urbanismus.Szenographie.Technik.Territorium): le devenir de la ville – Das Werden der Stadt, das Studenten der Architekturhochschule Nantes und der Hochschule Anhalt (Manfred Sundermann) in Zusammenarbeit mit der Bühne der Stiftung Bauhaus Dessau (Burghard Duhm) anlässlich des Farbfestes Grün entwickelten. Anschließend wurde die Éxpédition végétale in Metz, Antwerpen, Hamburg, Rennes, Nantes, Buenos Aires und anderswo aufgeführt.

## Theater und Stadt

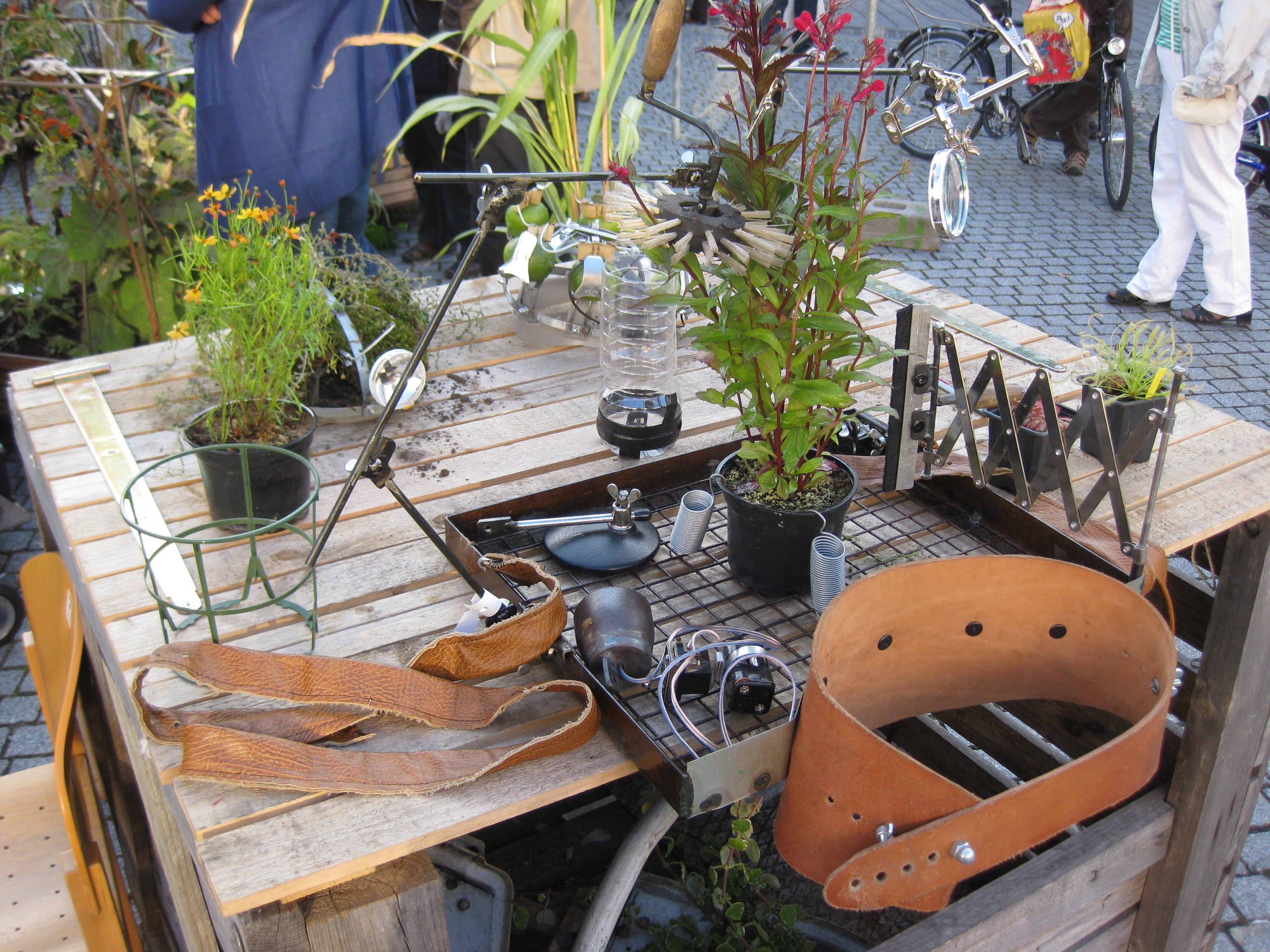
Éxpedition végétale – Botanisches Labor

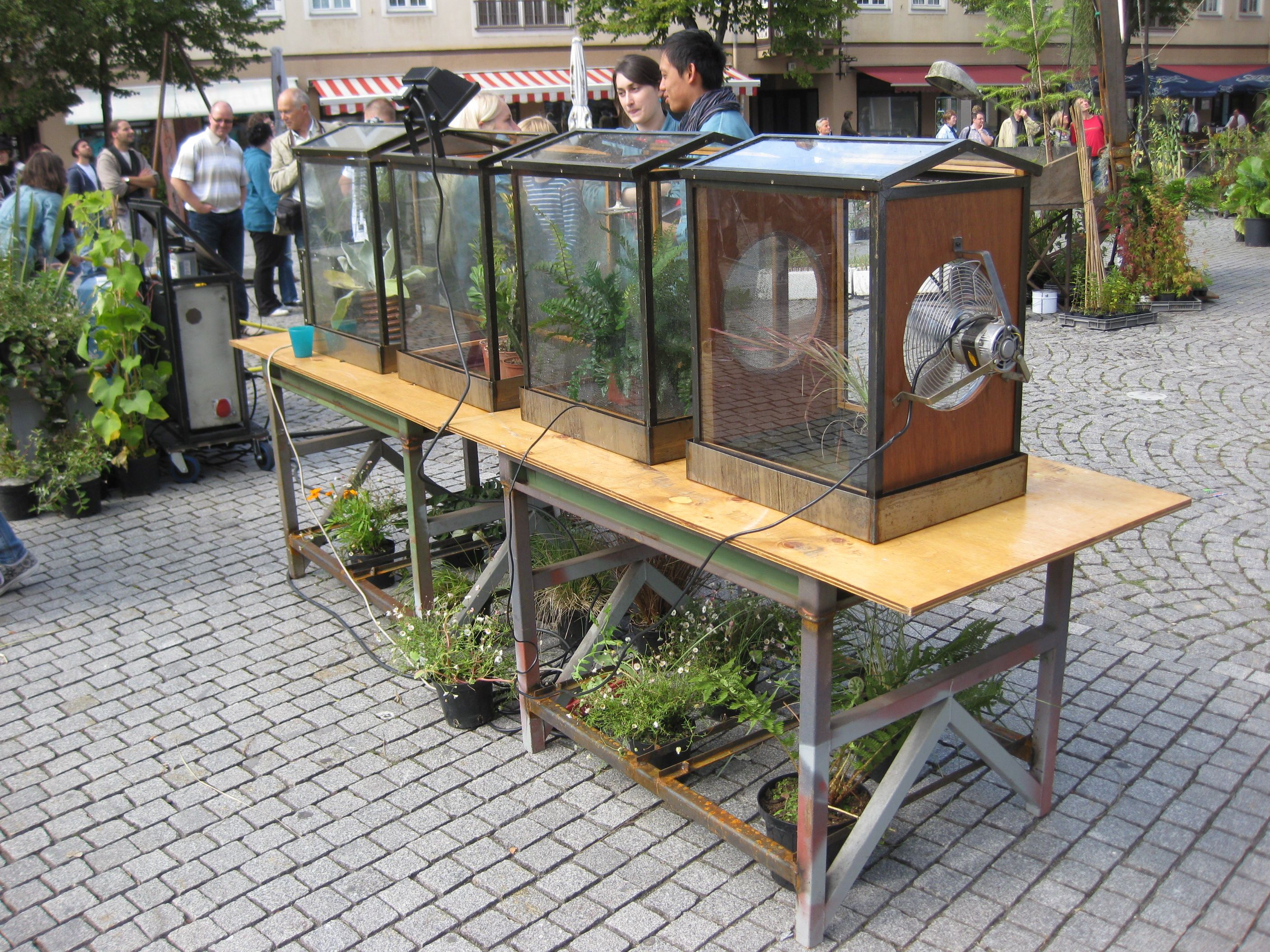
Éxpedition végétale – Botanisches Labor

Marcel Freydefont war ein Gelehrter des Schauspiels und der Szenographie in Europa von ihren Anfängen seit der Antike (Vitruv) bis in die Gegenwart (Walter Gropius, Oskar Schlemmer, Ferdinand Kiesler u. a.). Er entwickelte aus diesem geschichtlichen Spannungsbogen die Theorie eines théâtre immersif. Bühne und Schauspiel sollten aus dem Theater in den Alltag eintauchen. Die Stadt ist eine Bühne, der Bau ist eine Bühne, die Bühne ist eine Bühne, so erklärte er. Aus dem théâtre immersif leitete Marcel Freydefont 2009 das théâtre infusé ab. Er verstand es als ein Spielen mit imaginären Geschichten über mehrere Tage auf den gegebenen Bühnen realer Orte mit dem Ziel, auf das öffentliche Zusammenleben einzuwirken und es zu verändern:

« Nous, scénographes, disait-il, sommes en quelque sorte un complément de circonstance de lieu et de temps qui permet à l'action d'avoir lieu. »

„Wir, Szenographen wie gesagt, sind gleichsam eine Ergänzung einer Gegebenheit von Ort und Zeit, die der Handlung erlaubt sich zu ereignen.“

## Werke (Autor / Auswahl)
- Les lieux scéniques en France 1980–1995 : 15 ans d'architecture et de scénographie, 1997
- La Machine spectacle, 2013
- Théâtre public, No. 215 : le théâtre et la ville, 2015
- Scénographes en France (1975–2015) : Diversité & mutations, 2015